# Decuriasuchus
Decuriasuchus is een geslacht van uitgestorven Loricata uit het Midden-Trias (Ladinien). Het was een carnivore archosauriër die leefde in wat nu het zuiden van Brazilië is, in Paleorrota. Het werd voor het eerst benoemd door Marco Aurélio G. França, Jorge Ferigolo en Max C. Langer in 2011 en de typesoort is Decuriasuchus quartacolonia. De geslachtsnaam betekent 'afdeling van tien krokodillen' in het Latijn en Grieks in verwijzing naar de tien bekende exemplaren en het mogelijke groepsgedrag van het dier. De soortaanduiding  verwijst naar de regio Quarta Colonia waar de fossielen werden verzameld. 

## Vondst
Decuriasuchus is bekend van tien exemplaren, waaronder negen in verband liggende of weinig verspreide skeletten, waarvan er drie bijna volledige schedels hebben. Het holotype MCN PV10105a bestaat uit een in verband liggend gedeeltelijk skelet, zonder schoudergordel en ledematen. Acht exemplaren geassocieerd met het holotype MCN PV10105b-i, en het tiende exemplaar MCN PV10004, bestaan uit schedelresten van een andere plek in dezelfde vindplaats. 

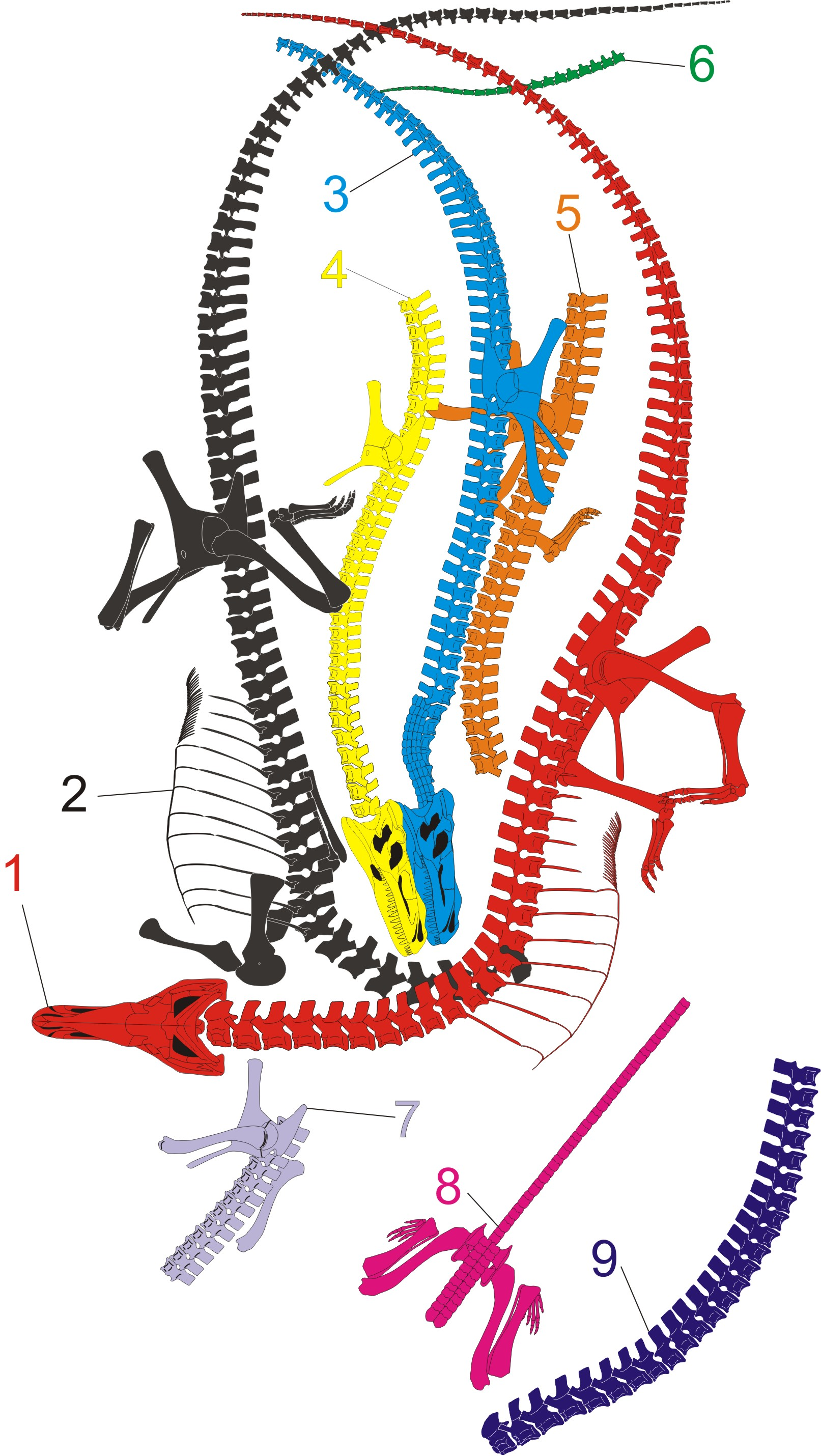
Diagram van de negen skeletten

De exemplaren werden gevonden in de Alemoa-afzetting van de Santa Maria-formatie, Rosário do Sul Group. De regio is Rio Grande do Sul in Brazilië.

## Beschrijving
Net als andere rauisuchiden was Decuriasuchus een viervoetige carnivoor die een van de apexpredatoren van zijn omgeving was. Hij groeide uit tot een lengte van ongeveer 2,5 meter.

## Classificatie
Decuriasuchus is nauw verwant aan de geslachten Prestosuchus en Batrachotomus. Een eerste fylogenetische studie van het geslacht plaatste het in de Prestosuchidae, maar vond de groep Rauisuchia parafyletisch. De studie was gebaseerd op een eerdere analyse van archosauriërs uit 2010. Een latere studie omvatte het toevoegen van Decuriasuchus aan een analyse van archosauriërverwantschappen uit 2011, wat een plaatsing in de Loricata opleverde, met Ticinosuchus als hun zustersoort. Net als Rauisuchus is Decuriasuchus een zeer verre verwant van de moderne krokodilachtigen.

## Paleobiologie

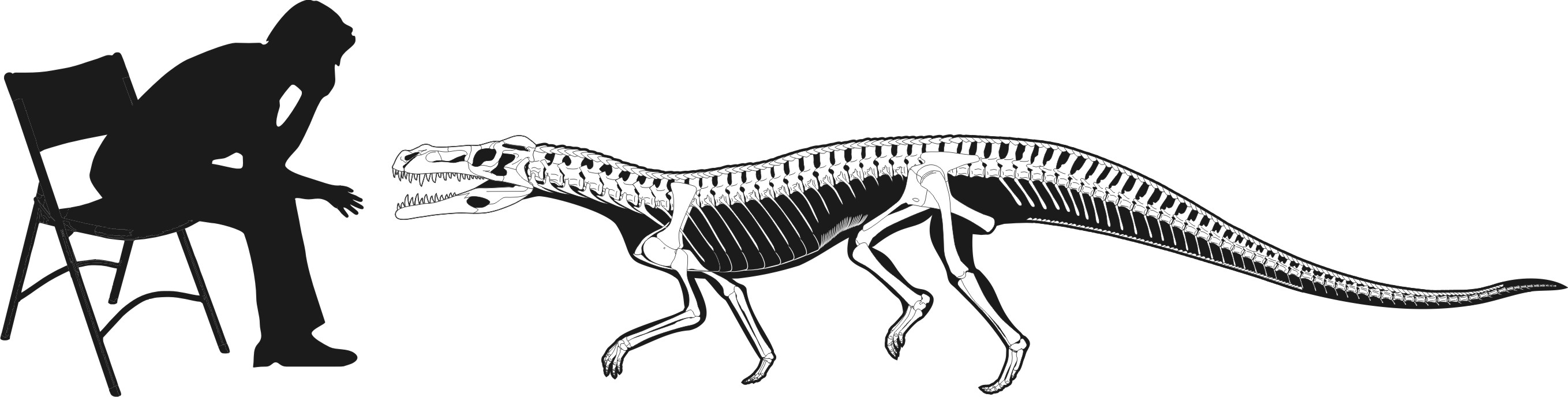
Diagram van het skelet

Negen exemplaren van Decuriasuchus werden dicht bij elkaar gevonden. Een studie van de tafonomie van de vindplaats (de omstandigheden waaronder de skeletten versteend raakten) geeft aan dat de verzameling de bedelving in één keer van meerdere individuen vertegenwoordigt in plaats van de opeenhoping van overblijfselen op één plek gedurende een langere periode door onafhankelijke gebeurtenissen. De opeenhoping van negen individuen op één punt suggereert dat ze zich waarschijnlijk in een groep verplaatsten. Als dit het geval was, zou Decuriasuchus de vroegst bekende archosauriër zijn die groepsgedrag vertoont.